# シャンベラン (ハイチ)
シャンベランはハイチ南西部グランダンス県ジェレミー郡の内陸のコミーン。北にアブリコ、東にモウォン、南にアンスデノー郡のアンスデノー、西にダム・マリーと接する。人口は26,459人（2015年推計）。グランダンス川中流域で1964年のジェレミーの虐殺 (Jérémie Vespers) の際に最初の犠牲者イヴァン・ララクが撃たれた場所である。

## 脚註
1. 1 2  “Haiti: administrative units, extended”.   geoHive. 2016年10月5日時点のオリジナルよりアーカイブ。2023年11月13日閲覧。